# 1. Klasse Danzig-Westpreußen 1942/43
De 1. Klasse Danzig-Westpreußen 1942/43 was het derde voetbalkampioenschap van de 1. Klasse Danzig-Westpreußen. De competitie werd in meerdere groepen verdeeld. De winnaars van de groepen plaatsten zich voor de promotie-eindronde. 

## Eindstand

### Kreisgruppe Bromberg/Thorn
WSV Bromberg verzaakte aan deelname aan de promotie-eindronde. 
| Plaats | Club                   | Wed. | W | G | V | Saldo | Ptn. |
| ------ | ---------------------- | ---- | - | - | - | ----- | ---- |
| 1.     | WSV Bromberg           | 5    | 4 | 1 | 0 | 21:09 | 9    |
| 2.     | Reichsbahn SG Bromberg | 4    | 3 | 1 | 0 | 15:06 | 7    |
| 3.     | SV Thorn II            | 0    | 0 | 0 | 0 | 00:00 | 0    |
| 4.     | Reichsbahn SG Thorn    | 3    | 0 | 0 | 3 | 02:14 | 0    |
| 5.     | Post-SG Thorn          | 4    | 0 | 0 | 4 | 05:14 | 0    |

|  | Deelname promotie-eindronde |

### Kreisgruppe Danzig
| Plaats | Club                                       | Wed. | W | G | V | Saldo | Ptn. |
| ------ | ------------------------------------------ | ---- | - | - | - | ----- | ---- |
| 1.     | TV Ohra                                    | 9    | 5 | 1 | 3 | 26:21 | 11   |
| 2.     | Danziger SC 1912                           | 9    | 5 | 0 | 4 | 22:25 | 10   |
| 3.     | LSV Danzig II                              | 6    | 3 | 2 | 1 | 18:12 | 8    |
| 4.     | SG Neufahrwasser II                        | 3    | 1 | 1 | 1 | 07:06 | 3    |
| 5.     | WKG der BSG Ferdinand Schichau GmbH Danzig | 4    | 1 | 0 | 3 | 08:13 | 2    |
| 6.     | RVgg Ostmark-Hansa Danzig                  | 5    | 1 | 0 | 4 | 09:13 | 2    |

|  | Deelname promotie-eindronde |

### Kreisgruppe Dirschau/Konitz
Uit de Kreisgruppe Dirschau/Konitz is enkel kampioen Reichsbahn SG Preußisch Stargard bekend en Reichsbahn SG Dirschau en SG Konitz. 

### Kreisgruppe Elbing
| Plaats | Club                  | Wed. | W | G | V | Ptn. |
| ------ | --------------------- | ---- | - | - | - | ---- |
| 1.     | Elbinger SV           | 3    | 3 | 0 | 0 | 6    |
| 2.     | VfR Hansa Elbing      | 3    | 1 | 0 | 2 | 2    |
| 3.     | SV Viktoria Elbing II | 2    | 0 | 0 | 2 | 0    |

|  | Deelname promotie-eindronde |

### Kreisgruppe Graudenz/Marienwerder
| Plaats | Club                                     | Wed. | W | G | V | Saldo    | Ptn. |
| ------ | ---------------------------------------- | ---- | - | - | - | -------- | ---- |
| 1.     | SC Graudenz                              | 8    | 7 | 0 | 1 | 46:07:00 | 14   |
| 2.     | Reichsbahn SG Graudenz                   | 8    | 5 | 0 | 3 | 18:17    | 10   |
| 3.     | HSV Unteroffiziersschule Marienwerder II | 7    | 3 | 1 | 3 | 17:35    | 7    |
| 4.     | BSG Junker & Ruh Graudenz                | 7    | 2 | 0 | 5 | 15:22    | 4    |
| 5.     | BSK Kriegsmarine Graudenz                | 8    | 1 | 1 | 6 | 19:34    | 3    |

|  | Deelname promotie-eindronde |

### Kreisgruppe Marienburg
Uit de Kreisgruppe Marienburg zijn enkel de deelnemers SV Sandhof Marienburg, BSG Königsdorf, Reichsbahn SG Marienburg en Reichsbahn SG Marienburg II bekend. Er was geen vertegenwoordiger van deze competitie in de eindronde en alle clubs trokken zich na dit seizoen terug uit de competitie. 

### Kreisgruppe Zoppot/Gotenhafen
Uit de Kreisgruppe Zoppot/Gotenhafen zijn geen uitslagen meer bekend, enkel dat Post-SG Gotenhafen zich voor de eindronde plaatste.
- Post-SG Gotenhafen
- Reichsbahn SG Gotenhafen
- TuSG 1882 Neustadt
- LSV Rahmel
- WKG der BSG TVA Gotenhafen
- VfL Karthaus
- BSG Flugzeugwerke Gotenhafen
- TuSV Rahmel

## Promotie-eindronde
| Plaats | Club                   | Wed. | W | G | V | Saldo | Ptn. |
| ------ | ---------------------- | ---- | - | - | - | ----- | ---- |
| 1.     | Danziger SC 1912       | 10   | 7 | 1 | 2 | 23:17 | 15   |
| 2.     | Post-SG Gotenhafen     | 10   | 7 | 0 | 3 | 38:18 | 14   |
| 3.     | SC Graudenz            | 9    | 5 | 1 | 3 | 21:16 | 11   |
| 4.     | RSG Preußisch Stargard | 9    | 2 | 2 | 5 | 16:20 | 6    |
| 5.     | Elbinger SV 05         | 8    | 2 | 1 | 5 | 09:11 | 5    |
| 6.     | Reichsbahn SG Bromberg | 10   | 2 | 1 | 7 | 12:36 | 5    |

|  | Promotie naar Gauliga Danzig-Westpreußen 1943/44 |
|  | Play-off voor promotie                           |